# 安民 (1945年)
安民（1945年4月11日—），生于陕西延安，中华人民共和国官员。

## 生平
1964年8月至1970年8月，在国际关系学院英语系学习。其间，于1969年9月参加工作。1970年8月至1975年10月，在河北省赤城县参加劳动锻炼、后任城关中学教师。1975年11月至1979年4月，任安徽省淮南化肥厂生产科技术员、调度员。1979年4月加入中国共产党。
1979年4月至1982年4月，任外贸部四局干部。1982年4月至1984年9月，任经贸部进出口局干部。1984年9月至1985年8月，任经贸部进出口局副处长。1985年8月至1986年8月，任经贸部进出口局处长。1986年8月至1988年12月，任经贸部对台贸易办公室副主任（副局级）。1988年12月至1990年8月，任经贸部对台经贸关系司副司长。1990年8月至1992年12月，任经贸部对台经贸关系司司长。1992年12月至1993年4月，任经贸部台港澳司司长。1993年4月至1996年6月，任外经贸部台港澳司司长。1996年6月至2001年2月，任外经贸部部长助理、党组成员。2001年2月至2003年3月，外经贸部副部长、党组成员。2003年3月至2005年10月，任商务部副部长、党组成员，主管亚洲司、台港澳司，代管西亚非洲司、机电司、科技司、交流中心、亚太经贸促进会、非洲各贸易中心。
2005年4月25日，海峡两岸经贸交流协会第一届理事会第二次会议在北京王府井大饭店举行，会议宣读了商务部关于任命安民副部长为协会名誉会长的决定。2006年4月，任海峡两岸关系协会副会长。他还是全国台湾研究会副会长。
2008年，当选第十一届全国政协委员，代表对外友好界，分入第四十七组，并担任第十一届全国政协港澳台侨委员会副主任

## 家庭
- 父：安子文，曾任中共中央组织部部长[8]。